# ایمادووا
ایمادووا (به لاتین: Imaduwa) یک منطقهٔ مسکونی در سری‌لانکا است که در Imaduwa Divisional Secretariat واقع شده‌است.